# Andriamena
Andriamena is een plaats en gemeente in Madagaskar gelegen in het district Tsaratanana van de regio Betsiboka. Er woonden bij de volkstelling in 2001 ongeveer 12.000 mensen.
In de plaats is basisonderwijs en voortgezet onderwijs voor jonge kinderen beschikbaar. 54% van de bevolking is landbouwer en 44% is werkzaam in de veeteelt. Het belangrijkste gewas is rijst, maar er wordt ook pinda's en cassave verbouwd. 2% van de bevolking is werkzaam in de dienstensector.